# توالی‌یابی با پیروفسفات
توالی‌یابی با پیروفسفات یک روش از تعیین توالی دی‌ان‌ای می‌باشد؛ که به منظور تعیین ترتیب قرارگیری نوکلئوتیدها در دی‌ان‌ای است. این روش از قاعدهٔ «توالی بر اساس سنتز» پیروی می‌کند که در آن، تعیین توالی از طریق شناسایی نوکلئوتیدی صورت می‌گیرد که با دی‌ان‌ای-پلی‌مراز آمیخته شده‌است.
توالی‌یابی به وسیلهٔ پیروفسفات، مبتنی بر تشخیص نور در یک زنجیرهٔ واکنش‌ها با پیروفسفات عمل می‌کند؛ لذا نام‌گذاری آن به همین دلیل این‌گونه است.

در این تصویر می‌توان روش کلی عملکرد تعیین توالی توسط پیروفسفات را مشاهده نمود.

روش توالی‌یابی به وسیلهٔ پیروفسفات، برای نخستین بار در سال ۱۹۹۳ میلادی، توسط برتیل پترسون، ماتیاس یولن و پال نایرن، از طریق ترکیب کردن روش تعیین ترایایی از روش فاز جامد en:Solid phase sequencing و تشخیص تابناکی با کمک آنزیم لوسیفراز (موجود در کرم شب‌تاب) معرفی شد. روش لوسیفراز را برای اتقال بهتر موضوع مشاهده کنید.
سنجشی که در ادامه گفته خواهد شد، می‌تواند در کم‌تر از ۲ ثانیه تکمیل گردد و فسفات غیر معدنی تأثیری روی سرعت انجام این سنجش نخواهد داشت.
این کار با استفاده از مهره‌های مغناطیسی آغشته به استرپتاویدین en:Streptavidin (نوعی پروتئین) و دی‌ان‌ای-پلی‌مراز یک دی‌ان‌ای نوترکیب فاقد فعالیت اگزونوکلئاز از '۳ به '۵ (رجوع شود به سمت و سو) en:Proofreading (biology) صورت می‌گیرد. ترکیبی از سه آنزیم دی‌ان‌ای-پلی‌مراز، سولفوری‌لاز en:Sulfate adenylyltransferase و آنزیم لوسیفراز، و نوکلئوتید نوکلئوزید تری‌فسفات en:Nucleoside triphosphate به تک‌رشتهٔ دی‌ان‌ای اضافه می‌شود تا توالی آن بدست آید و پیوستن نوکلئوتیدها بوسیلهٔ سنجش میزان تابش دریافتی توسط آن‌ها مشخص می‌شود.
تکه‌های دی‌ان‌ای که دارای حرکت نمی‌باشند، توسط زنجیره‌ای از واکنش‌ها پلی‌مراز، به عنوان قالب استفاده می‌شوند. یک پرایمر تعیین‌کننده در رو به روی جهش‌ها حرارت داده می‌شود و چهار مقدار دیگر از این ترکیب با دی‌ان‌ای-پلی‌مراز و یکی از چهار دیدئوزی‌نوکلئوتید en:Dideoxynucleotide متمایز، آمیخته می‌شود.
روش حلّال‌محور دیگری برای توالی‌یابی به‌وسیلهٔ پیروفسفات، در سال ۱۹۹۸ میلادی توسط مصطفی رونقی، ماتیاس یولن و پال نایرن معرفی گشت. در این روش از یک آنزیم اپیراز en:Apyrase اضافه می‌شود تا نوکلئوتیدهایی را که با دی‌ان‌ای-پلی‌مراز آمیخته نمی‌شوند از سایر جدا سازد.
این سبب می‌شود تا روش جدید یادشده در خودکارسازی بهتر عمل کند.
رویکرد سومی نیز برای این کار در سال ۲۰۰۵ میلادی، توسط جاناتان راتبرگ en:Jonathan Rothberg و همکاران وی در شرکت دانش‌های زندگی ۴۵۴ en:454 Life Sciences معرفی شد. ارائه‌دهندگان این روش جدید بر این موضوع دلالت داشتند که دستگاه معرفی‌شدهٔ آن‌ها از ابعادپذیری و توانایی موازی‌سازی بالا بهره می‌برد و توان مصرفی‌ای بزرگ‌تر از سایر روش‌های نوین در آن زمان دارد. این دستگاه به روش جدیدی از چاه‌های فیبر-اپتیک استفاده می‌کند و قادر است بیش از ۲۵ میلیون پایه، با دقت ۹۹٪ یا بیشتر (امتیاز فرِد en:Phred quality score ۲۰ یا بالاتر) را در بازهٔ زمانی ۴-ساعته توالی‌یابی کند.
معرفی این روش، راه برای کاهش چشم‌گیر هزینهٔ تعیین توالی دی‌ان‌ای را هموار ساخت. چرا که تعیین توالی از روش‌های مانند روش سَنگِر و سایر روش‌های موجود در آن زمان، هزینه‌ای بین ۱۰ الی ۲۵ میلیون دلار برای تعیین توالی دی‌ان‌ای یک فرد داشتند.
هرچند شرکت مذکور، در سال ۲۰۰۷ میلادی توسط شرکت هوفمان-لا روش خریداری شد و در سال ۲۰۱۳ میلادی، به علت پیدایش روش‌های بهتر، از رده خارج شد.
| اسم توالی‌یاب                     | 454 GS FLX               | SOLiDv4                        | Sanger 3730xl              |
| نحوهٔ توالی‌یابی                   | پیرو توالی               | انعقاد و رمزگذاری دوپایه       | خاتمهٔ زنجیره‌های دید اکسی   |
| طول خواندن‌ها                     | ۷۰۰ pb                   | ۵۰ + ۳۵ bp یا ۵۰ + ۵۰ bp       | ۴۰۰ ~ ۹۰۰ bp               |
| دقت                              | ۹۹٫۹٪                    | ۹۹٫۹۴٪                         | ۹۹٫۹۹۹٪                    |
| مقدار خواندن‌ها                   | ۱ M                      | ۱۲۰۰~۱۴۰۰ M                    | -                          |
| حجم خروجی به ازای هر بار استفاده | ۷۰۰ Mb                   | ۱۲۰ Gb                         | ۱٫۹~۸۴ Kb                  |
| زمان اجرا به ازای هر بار استفاده | ۲۴ ساعت                  | ۷ روز یا ۱۴ روز                | ۲۰ دقیقه ~ ۳ ساعت          |
| مزایا                            | طول خواندن‌ها - سرعت      | دقت                            | دقت بالا - طول خواندن بالا |
| معایب                            | قیمت بالا - توان کاری کم | خواندن‌های کوتاه                | قیمن بالا - توان کاری کم   |
| قیمت قطعه                        | $۵۰۰٬۰۰۰                 | ۴۹۵٬۰۰۰$                       | $۹۵٬۰۰۰                    |
| قیمت به‌کارگیری                   | $۷۰۰۰ به ازای هر اجرا    | $۱۵٬۰۰۰ به ازای هر ۱۰۰ گیگابیت | $۴ به ازای هر ۸۰۰ واکنش bp |
| حافظه                            | ۴۸ GB                    | ۱۶ GB                          | ۱ GB                       |
| HDD                              | ۱٫۱ TB                   | ۱۰ TB                          | ۲۸۰ GB                     |
| خودکار بودن تهیهٔ کتابخانه        | بله                      | بله                            | خیر                        |
| هزینه به ازای هر میلیون پایه     | $۱۰                      | $۰٫۱۳                          | $۲۴۰۰                      |
| -------------------------------- | ------------------------ | ------------------------------ | -------------------------- |